# Lichtenberg (Berlín)
Lichtenberg és una antiga ciutat i actual barri (Ortsteil) de Berlín. Normalment anomenat Alt-Lichtenberg està situat al seu districte homònim.

## Història

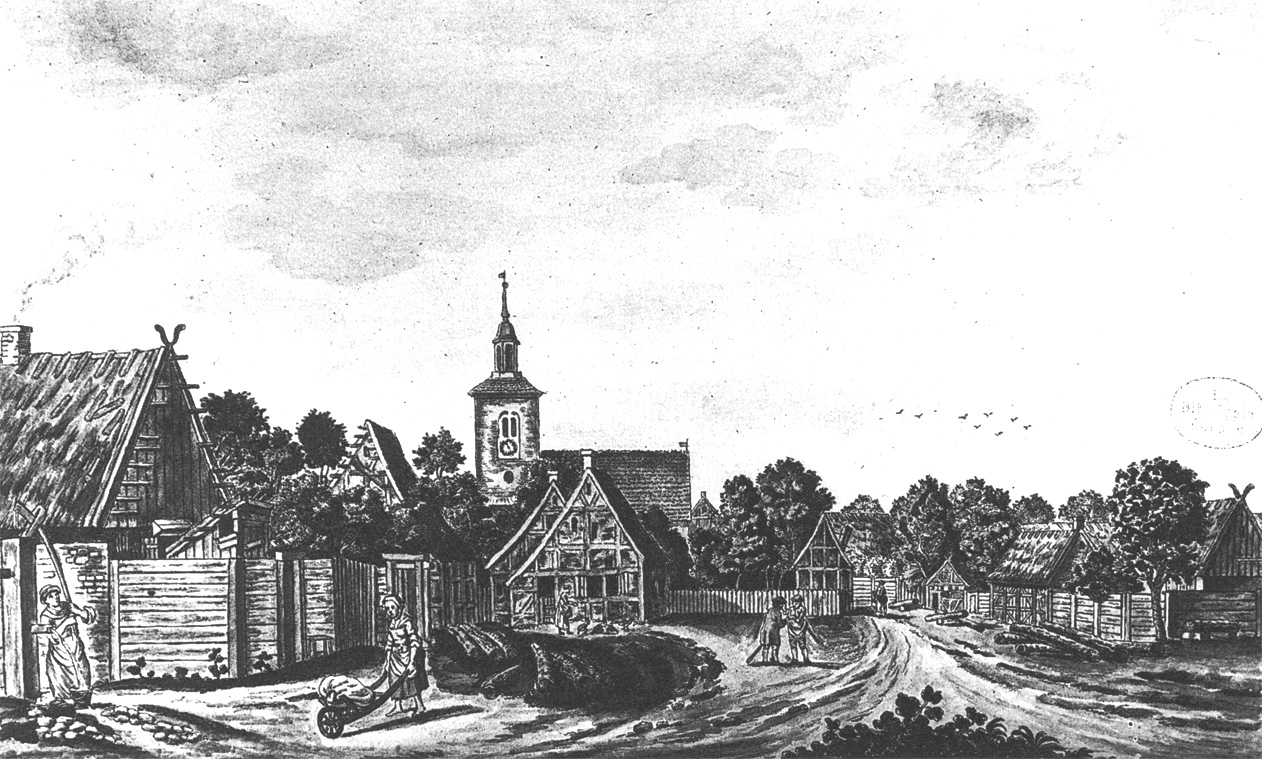
Dibuix de la localitat cap al 1800

El nucli històric de Lichtenberg va ser fundat al voltant de 1230, a partir de la colonització alemanya del territori de Barnim. L'assentament al voltant d'una l'església s'esmenta per primera vegada en una escriptura de 1288, les seves propietats van ser adquirides per la veïna Ciutat de Berlín el 1391.
Alt-Lichtenberg va patir greus danys durant la Guerra dels Trenta Anys i va romandre com un petit llogaret a les portes de Berlín fins que, al final del segle xviii, alguns els nobles prussians com el general Wichard Joachim Heinrich von Möllendorf van construir les seves residències aquí. Al 1815, la finca de Lichtenberg es va convertir en propietat del canceller prussià Karl August von Hardenberg.
El poble va arribar a ser una zona residencial i un suburbi de Berlín a partir de mitjan segle xix. Un nou ajuntament es va erigir el 1898 i el 1907, Lichtenberg va rebre privilegis de la ciutat. Era una de les set ciutats independents de la província de Brandenburg, que va passar a formar part de Berlín l'any 1920 amb la Llei del Gran Berlín.

## Geografia
Lichtenberg està situat al centre del seu districte. Limita amb els barris del seu propi districte: Fennpfuhl, Alt-Hohenschönhausen, Rummelsburg i Friedrichsfelde. I també amb Friedrichshain (del districte de Friedrichshain-Kreuzberg), Prenzlauer Berg (del de Pankow), Marzahn (del de Marzahn-Hellersdorf). Té una superfície de 7,22 quilòmetres quadrats.